# Der Ritt ins Todestal
Der Ritt ins Todestal (Originaltitel: The Rider of Death Valley) ist ein US-amerikanischer Western aus dem Jahr 1932 mit Tom Mix in der Hauptrolle.

## Handlung
Die gesamte Stadt befindet sich im Goldrausch. Farmbesitzer Tom Rigby kommt um seine goldsüchtigen Cowboys vor Betrügern, die illegale Schürfrechte verkaufen, zu beschützen und zur Farm zurückzuholen. Dabei entdeckt Rigby das unbeaufsichtigte kleine Mädchen Betty Joyce vor dem Saloon. Rigby erinnert ihren Vater Billy, der einen Goldfund im Saloon feiert, an seine väterlichen Pflichten und schickt in zu seiner Tochter. Doc Larribee und der zwielichtige Lew Grant haben die Prahlerei Bills mitbekommen, zudem behauptet der Bankangestellte gegenüber Larribee, die von Joyce eingereichte Goldprobe sei echt.
Nachdem Bill auf seiner Farm angekommen ist, wird er von einem Mann, der sich im Haus versteckt hat, angeschossen. Rigby, der den Schuss gehört hat, kümmert sich um den Verletzten. Beim Ritt in die Stadt trifft er auf Larribee und Grant. Er bittet den Doc nach Bill zu sehen. Larribee untersucht den verletzen Bill und teilt ihm mit, dass er nicht mehr lange zu leben hätte. Der Sterbende zeichnet die Position seiner gefundenen Goldader auf, damit die Karte seiner im Osten lebenden Schwester Helen übergeben werden kann. Diese soll mit Goldfund für Betty sorgen. Rigby empfindet die Verantwortung über die Karte für einen einzelnen Mann zu groß. Somit lässt er die Karte von Betty in drei Teile zerreißen und an sich sowie Grant und Larribee verteilen.  Bis zur Ankunft ihrer Tante nimmt Rigby Betty mit auf seine Farm.
Am Tage von Helens Ankunft fährt Rigby mit der rausgeputzen Betty in der Kutsche in die Stadt um sie abzuholen. Als Betty bekundet Durst zu haben, geht Rigby in den Saloon und bestellt ihr eine Limonade. Die anwesenden Bürger machen sich etwas darüber lustig, wie aufopfernd sich Tom um das Mädchen kümmert. Schließlich kommt die Postkutsche an, da Betty ihre Limonade noch nicht ausgetrunken hat, lässt Rigby das Mädchen bei einem Saloon Mädchen und geht nach draußen, um Helen zu begrüßen. Der Doc und Grant versuchen sich gleich bei Helen einzuschmeicheln. Helen, vom Doc und Grant bereits angestachelt, reagiert zornig auf Rigby, ihrer Ansicht nach haben kleine Mädchen nichts in Saloons zu suchen.
Am nächsten Tag brechen Larribee, Grant und Rigby auf, um die Goldader zu suchen. Helen lässt sich nicht davon abhalten, die Männer zu begleiten. Am Abend vor der Abreise verbrennt Rigby, nachdem er ihn sich eingeprägt hat, seinen Teil der Karte, um sich vor einem Hinterhalt seiner Widersacher zu schützen. Nachdem die Gruppe zwei Drittel der Reise hinter sich gebracht haben, wäre nun Rigby mit seinem Kartenteil dran. Dieser weigert sich, die Reise fortzusetzen. Es kommt zu einem Handgemenge zwischen Grant und Rigby, als sich ein Schuss löst, gehen die Pferde der Kutsche, auf der Helen sitzt durch. Rigby folgt mit seinem Pferd Tony der Kutsche und kann Helen von der Kutsche retten, bevor diese, mitsamt den Vorräten, einen Felsen herabstürzt. Zurück bei Larribee und Grant behauptet Rigby  Wasser suchen zu wollen. Während des Weges durch die Wüste stoppt Rigby an einer Höhle. Er behauptet, zur Verwunderung von Grant und dem Doc, dass dieses die Mine von Joyce sei. Um das Überleben zu sichern, teilt Rigby die verbliebenen Wasservorräte gerecht auf. Als Grant das Gold in der Mine entdeckt, verschüttet er vor Gier seinen Wasseranteil. Rigby verfasst einen Brief, in dem er seine Männer um Hilfe, Essen und Wasser bittet und schickt Tony mit der Nachricht zur Ranch.
Am nächsten Tag gehen die Wasservorräte bereits zur Neige. Um seinen Vorrat zu schützen, vergräbt Rigby seine Feldflasche im Sand. Grant, als einziger ohne eigenes Wasser, dreht als erster durch. Er beginnt zu halluzinieren, flüchtet mit den Goldsäcken in die Wüste und stirbt. Unterdessen hat der Doc das Versteck von Rigbys Flasche gefunden, er buddelt sie aus, füllt den Inhalt in seine eigene Flasche und schüttet stattdessen Sand hinein. Rigby beschließt, seinen Männern entgegenzugehen. Mit seiner ausgebuddelten Wasserflasche macht er sich auf den Weg. Zu spät bemerkt er, dass sich in der Flasche nur Sand befindet und bricht in der Wüste zusammen.
Mittlerweile ist Tony auf der Ranch angekommen, hat allerdings die Nachricht verloren. Nachdem Toms Männer zunächst vergeblich nach ihrem Chef gesucht haben, folgen sie schließlich Tony ins Death Valley. Dort finden die Cowboys den erschöpften Rigby. Auch bei Helen und Larribee sind die Wasservorräte aus. Um an eine Wasserquelle zu gelangen, sprengt Larribee die Mine mit Dynamit und kommt in den Trümmern um. Helen wird von Rigby gerettet.

## Rezeption
Das Lexikon des internationalen Films bezeichnet den Film als „Ein vergessener Klassiker des Western-Genres, der als bester Tonfilm des Hauptdarstellers Tom Mix angesehen wird“.

## Hintergrund
Der Film erschien 1932 unter dem Titel Goldfieber (Der Ritt ins Todestal) in den deutschen Kinos. Der Film-Kurier nannte den leicht abweichenden Namen Goldfieber. Der Ritt ins Todestal. Die Wiederveröffentlichung fand am 3. September 1995 im WDR statt.